# Namkoong Min
Namkoong Min (남궁민?, Namgung MinLR; Seul, 12 marzo 1978) è un attore sudcoreano.

## Filmografia

### Cinema
- Beonjijeompeureul hada (번지점프를 하다), regia di Kim Dae-seung (2001)
- Bad Guy (나쁜 남자), regia di Kim Ki-duk (2001)
- A Dirty Carnival (비열한 거리), regia di Yoo Ha (2006)
- Beautiful Sunday (뷰티풀 선데이), regia di Jin Kwang-gyo (2007)
- Bijeonggyujik teuksu-yo-won (비정규직 특수요원?), regia di Kim Deok-su (2017)

### Televisione
- Daebak gajok (대박가족) – serie TV (2002)
- Jangmi-urtari (장미울타리) – serie TV (2003)
- William-eul wiha-yeo (윌리엄을 위하여) – film TV (2003)
- Jinju mokgeor-i (진주 목걸이) – serie TV (2003)
- Geumjjokgat-eun naesaekki (금쪽같은 내새끼) – serie TV (2004)
- Jangmitbit insaeng (장밋빛 인생) – serie TV (2005)
- Eoneu meotjin nal (어느 멋진 날) – serie TV (2006)
- Buja-ui tansaeng (부자의 탄생) – serie TV (2010)
- Nae ma-eum-i deullini (내 마음이 들리니) – serie TV (2011)
- Still sajin (스틸 사진) – film TV (2012)
- Cheongdam-dong Alice (청담동 앨리스) – serie TV (2012-2013)
- Guam Heo Jun (구암 허준) – serie TV (2013)
- Sir-eopgeub-yeo romance (실업급여 로맨스) – serie TV (2013)
- Romanseuga pir-yohae (로맨스가 필요해) – serie TV (2014)
- Dallae dwaen, Jang Gook: 12nyeonman-ui jaehwe (달래 된, 장국: 12년만의 재회) – serie TV (2014)
- My Secret Hotel (마이 시크릿 호텔) – serie TV (2014)
- Naemsaereul boneun sonyeo (냄새를 보는 소녀) – serie TV (2015)
- Remember - Adeur-ui jeonjaeng (리멤버 – 아들의 전쟁)  – serie TV (2015-2016)
- Doctors – serie TV (2016)
- Minyeo Gong Shim-i (미녀 공심이) – serie TV, 20 episodi (2016)
- Kim gwajang (김과장) – serie TV (2017)
- Man to Man – serie TV (2017) – cameo
- Jojak (조작) – serie TV (2017)
- Hunnamjeong-eum (훈남정음) – serie TV (2018)
- Doctor Prisoner (프리즈너) – serie TV (2019)
- Stove League (스토브리그) – serie TV (2020)
- Natgwa bam (낮과 밤) – serie TV (2020-2021)
- Geom-eun tae-yang (검은 태양) – serie TV (2021)
- One Dollar Lawyer (천원짜리 변호사) – serie TV (2022)
- Mobeom taxi (모범택시) – serie TV, episodio 2x09 (2023)
- Yeon-in (연인) – serie TV (2023)

## Videografia
- 2014 – "Cheer Up" di Hong Jin-young
- 2016 – "Sketch" di Hyomin (T-ara)

## Riconoscimenti
| Anno | Premio                   | Categoria                                 | Ricevente               | Risultato       |
| ---- | ------------------------ | ----------------------------------------- | ----------------------- | --------------- |
| 1999 | KMTV Music Star Contest  | VJ Grand Prize                            |                         | Vincitore/trice |
| 2003 | KBS Drama Awards         | Best Actor in a One-Act/Special Drama     | William-eul wiha-yeo    | Vincitore/trice |
| 2005 | KBS Drama Awards         | Popularity Award                          | Jangmitbit insaeng      | Vincitore/trice |
| 2011 | MBC Drama Awards         | Excellence Award, Actor in a Miniseries   | Nae ma-eum-i deullini   | Candidato/a     |
| 2012 | KBS Drama Awards         | Best Actor in a One-Act/Special Drama     | Still sajin             | Candidato/a     |
| 2013 | MBC Drama Awards         | Excellence Award, Actor in a Serial Drama | Guam Heo Jun            | Candidato/a     |
| 2014 | MBC Entertainment Awards | New Star of the Year                      | Uri gyeolhonhaess-eo-yo | Vincitore/trice |